# Vogia mimica
Vogia mimica är en fjärilsart som beskrevs av Felder 1874. Vogia mimica ingår i släktet Vogia och familjen nattflyn. Inga underarter finns listade i Catalogue of Life.